# De Havilland DH.50
De de Havilland DH.50 is een Britse eenmotorig dubbeldekker passagiersvliegtuig, gebouwd door de Havilland als opvolger van de de Havilland DH.9C uit de Eerste Wereldoorlog. De DH.50 is ook onder licentie gebouwd in Australië, België en Tsjechoslowakije. In het laatste geval gebeurde dat bij Aero, waar het toestel Aero DH-50 heette.

## Record
Het eerste record stamt uit 1924 waar get de King's-Cup-race rondom de Britse eiland won.
De tweede noemenswaardige prestatie is deze van Alan Cobham die ermee in 1925 vanuit Groot-Brittannië tot in Zuid-Afrika vloog.
Hiervoor gebruikte hij enkel een kompas en een hellingshoekmeter.
Zonder radio vertrok hij op 16 november 1925 vanaf Croydon om 3 maanden en één dag later, op 13 maart 1926, in Kaapstad (Zuid-Afrika) zijn entree te maken.

## Gebruikers

### Civiele gebruikers
- Australië
  - Australian Aerial Services Ltd
  - Holdens Air Transport
  - Qantas
  - Rockhampton Aerial Services Ltd
  - West Australian Airlines Ltd
- België
  - SABCA
- Irak
  - Iraq Petroleum Transport Company Ltd
- Tsjechoslowakije
  - De Tsjechoslowaakse regering
- Verenigd Koninkrijk
  - Air Taxis Ltd
  - Brooklands School of Flying Ltd
  - Imperial Airways Ltd
  - North Sea Aerial And General Transport Company Ltd
  - Northern Air Lines Ltd

### Militaire gebruikers
- Australië
- Nieuw-Zeeland

## Trivea
De eerste Flying Doctor was met een DH.50 in Australië